# MOA美術館
MOA美術館 （エムオーエーびじゅつかん、MOA Museum of Art） は、静岡県熱海市にある私立美術館。1982年（昭和57年）1月11日に開館。岡田茂吉の収集品を収蔵展示、運営は公益財団法人岡田茂吉美術文化財団。
前身である熱海美術館（あたみびじゅつかん）は、1957年（昭和32年）1月1日に開館。
入館料は令和7年4月1日より、大人2,000円、高校・大学生1,400円である。

## 概要
静岡県熱海市の高台にある美術館。岡田茂吉（おかだもきち、1882年 - 1955年）が創立者で、彼のコレクションを基盤に、国宝3件、重要文化財67件（2019年現在）、重要美術品46件を含む約3500件を所蔵している。その内容は、絵画、書跡、工芸、彫刻等、日本、中国をはじめ東洋美術の各分野にわたり、美術的にも、研究的にも大きな魅力と価値のある作品によって構成されている。
メインロビーからは、初島や伊豆大島、房総半島から三浦半島、伊豆半島まで180度の大パノラマを眺望できる。
公益財団法人 岡田茂吉美術文化財団が運営し、美術品の展観をはじめ、いけばな、茶の湯、芸能、児童作品展など幅広い文化活動を展開し、美による情操教育など美術教育にも力をいれている。
館名は「Mokichi Okada Association」の頭文字を取ったものである。

### 開館の経緯
創立者岡田茂吉は、「優れた美術品には、人々の魂を浄化し、心に安らぎを与え、幸福に誘（いざな）う力がある」と考えていた。「美術品は決して独占すべきものではなく、一人でも多くの人に見せ、娯しませ、人間の品性を向上させる事こそ、文化の発展に大いに寄与する」との信念のもと、戦後、東洋美術の優品の蒐集につとめ、海外への流出を防ぎ、1952年（昭和27年）6月15日に神奈川県箱根町強羅に箱根美術館を開館、9月15日に財団法人東明美術保存会（現在は公益財団法人岡田茂吉美術文化財団）を設立した。
その後、岡田の「熱海にも世界的な美術館を建設し、日本の優れた伝統文化を世界の人々に紹介したい」との願いを継承して、1957年（昭和32年）1月1日、熱海市に熱海美術館を開き、岡田の生誕100周年にあたる1982年（昭和57年）を機に、現在のMOA美術館が開館した。
現代美術作家・杉本博司と建築家・榊田倫之が主宰する「新素材研究所」の監修で特殊なガラスケースを使って作品との仕切りを意識させないように改修し、2017年（平成29年）2月5日に新装開館した。

## 歴代館長
1982‐2006吉岡庸治（1921－2006年4月18日）徳島県出身。
2006‐2014岡田斎
2014‐内田篤呉

## 施設

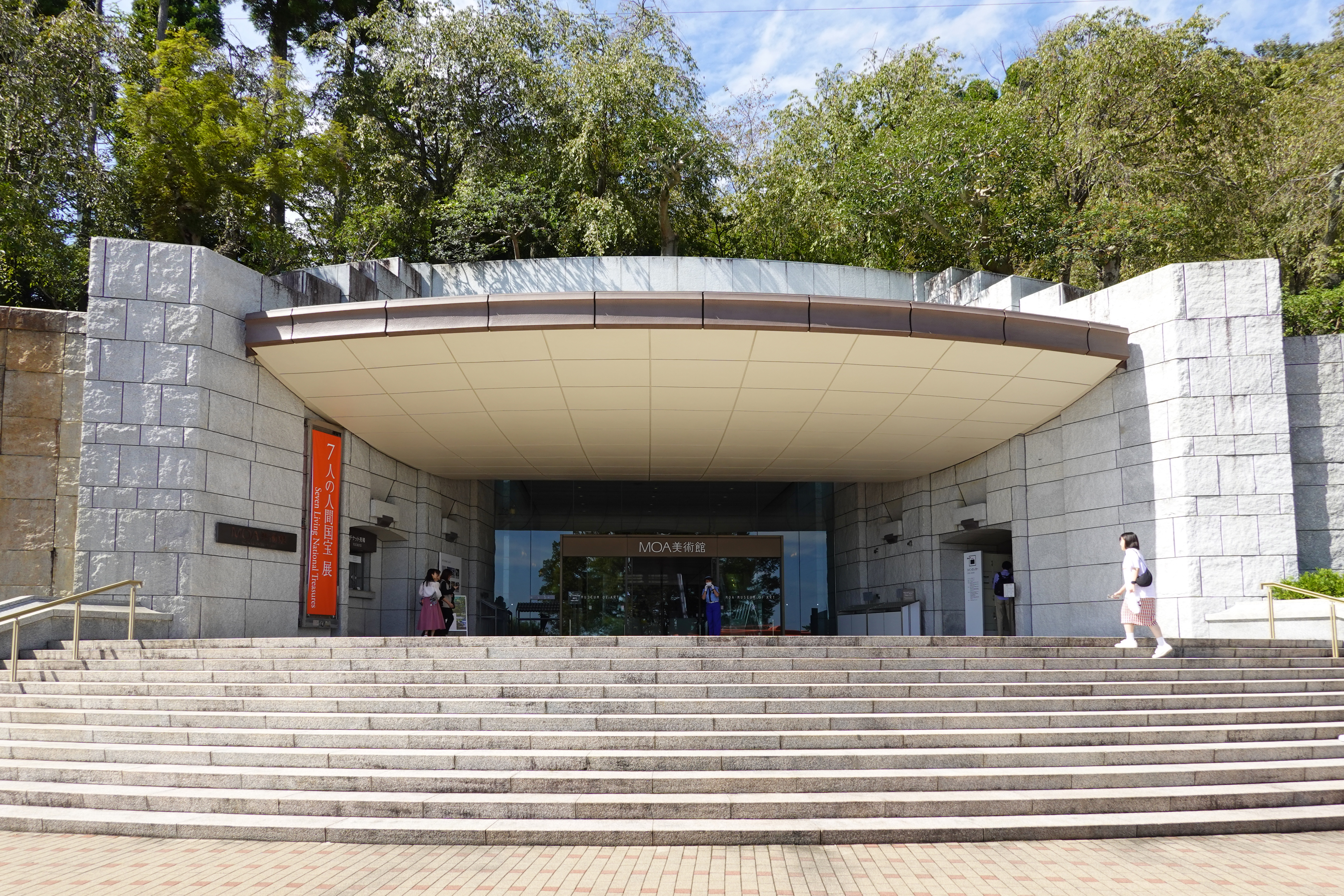
エントランス

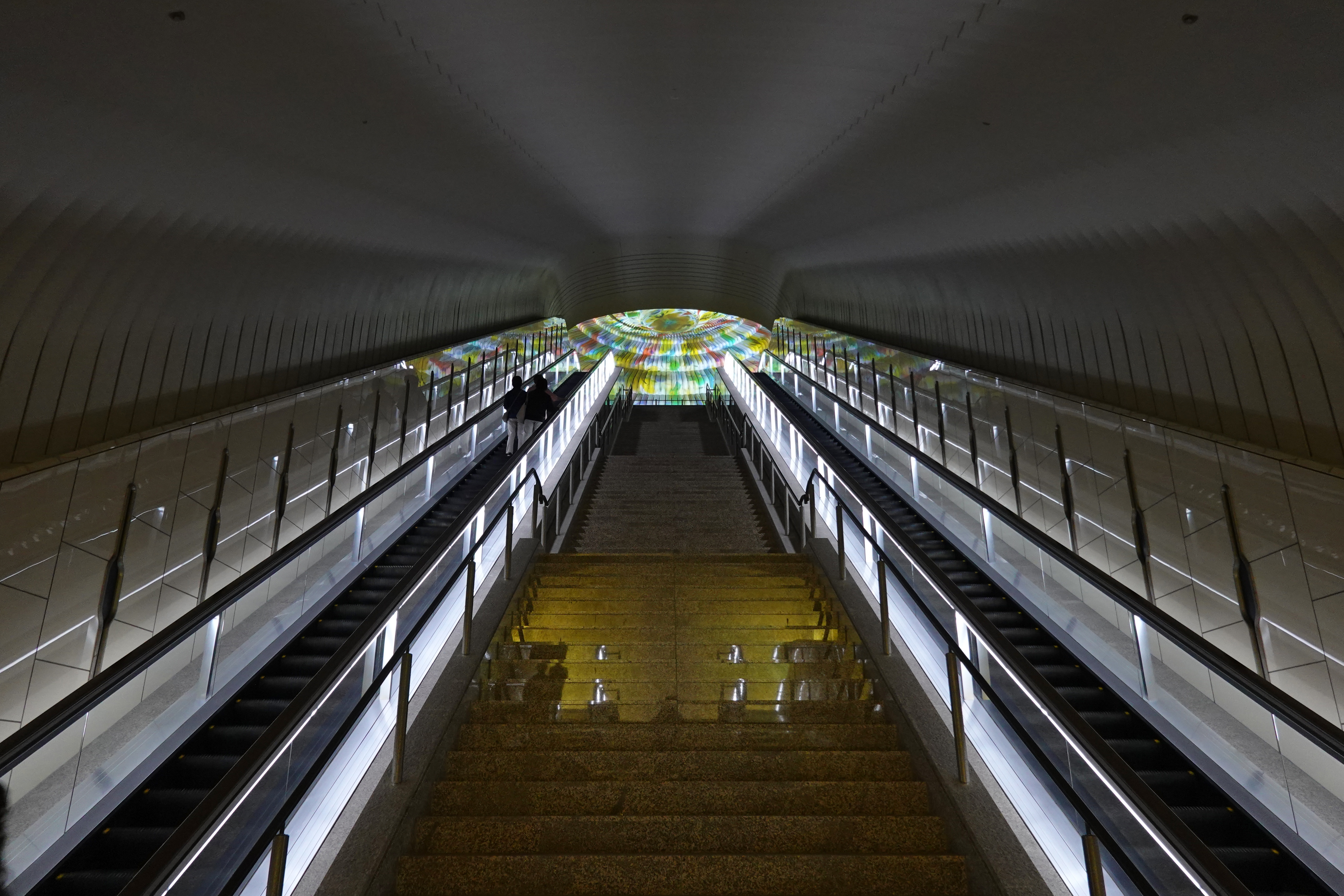
エスカレーター、円形ホール

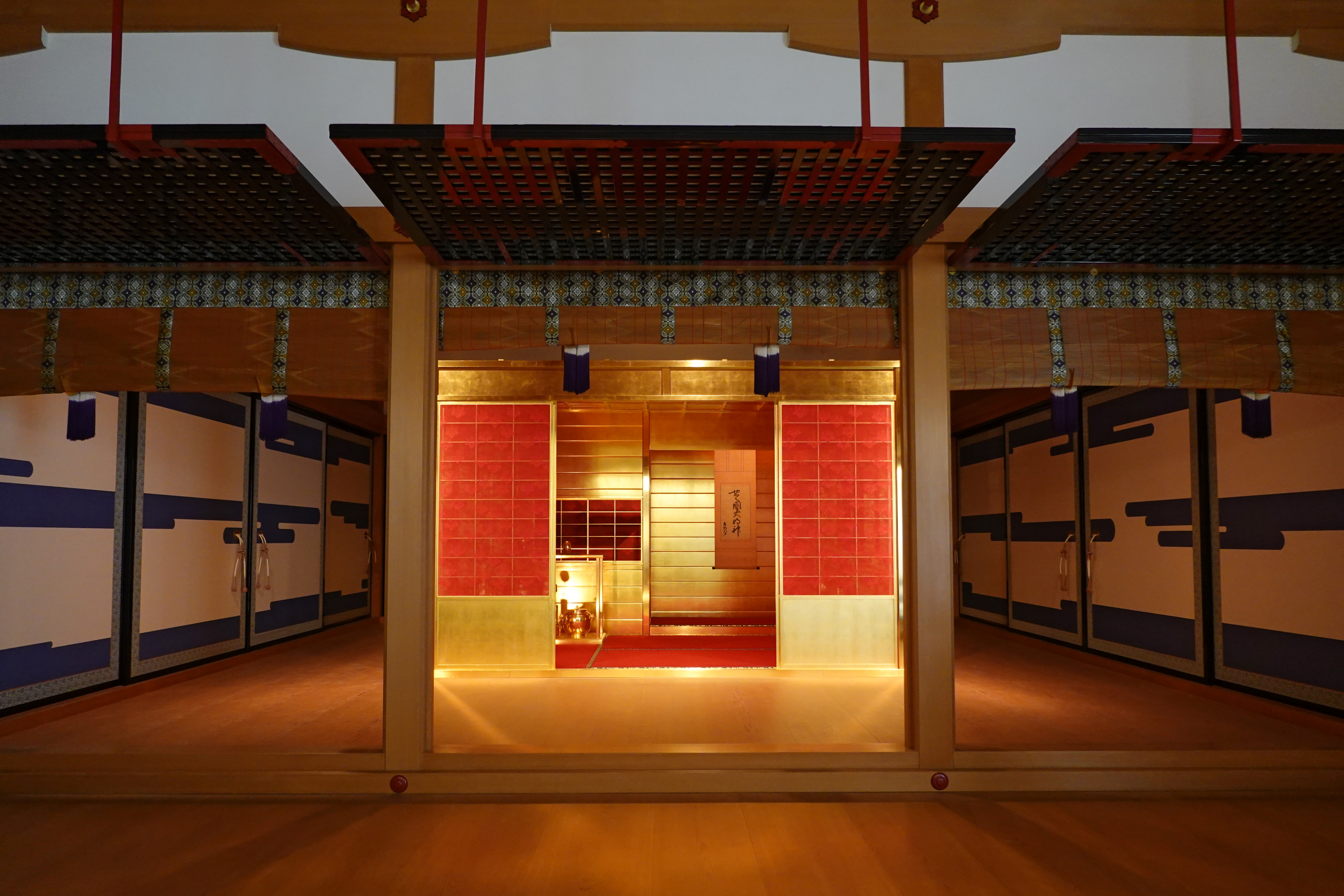
黄金の茶室

本館 - 3階建てで、1･2階に計10室の展示室があり、他に能楽堂、「黄金の茶室」（復元）、レストランなどがある。外壁は、インド岩砂岩の割肌仕上げとしている。メインロビーは、1階、2階吹抜けの大展望室となっており、前面のガラスは幅32m、高さ8m。設計施工は竹中工務店。
エスカレーター - エントランスから美術館本館まで約60ｍの高低差があり、総延長200ｍにおよぶ7基のエスカレーターを設置。エスカレーターの壁面や天井は照明が刻々と変化し、色彩のグラデーションを楽しむことができる。
エスカレーターの途中に直径約20ｍの「円形ホール」があり、催し物などに使用されている。
設置にあたっては、自然環境をそこなわないようとの配慮からオープンカット方式を採用し、山の斜面を上から掘り下げて通路を設置し、完成後もう一度土を盛って木を植え、元通りの山に復元した。設計施工は鹿島建設。
- ムア広場 - 本館前の、相模灘を望む広場。ヘンリー・ムーアの「王と王妃」が設置されている。
- 黄金の茶室 - 天正14年（1586年）正月、豊臣秀吉が時の天皇、正親町天皇に茶を献じるために、京都御所内の小御所に組立式の黄金の茶室を運びこみ、黄金の道具を用いて茶会を行ったという史実に基づいて復元制作したもの。史料に基づき、堀口捨己の監修により早川正夫が復元設計を行った。
- 能楽堂　- 優れた伝統芸能を紹介する目的で設置。屋根は檜皮葺（ひわだぶき）の入母屋（いりもや）造。定期演能会を開催するとともに、音楽会や美術講座等の講演会、また、同時通訳の設備もあり、国際会議にも利用できるように設計されている。座席数501席
- 茶の庭 -茶室「一白庵」、茶室「樵亭」、「光琳屋敷」（復元）、「片桐門」や石造美術品が点在。植栽が美しく、新緑、紅葉とそれぞの季節の風情を楽しむことができる。
  - 茶室「一白庵」 –岡田茂吉の生誕百年を記念して建てられた茶室で（「一白」は「百」を2字に分けたもの）、大広間、広間、小間、立礼席からなる。設計は江守奈比古。
  - 茶室「樵亭」 - 備前池田藩の筆頭家老、伊木忠澄（1818〜1886）は、晩年三猿斎と号し、茶の湯三昧の余生を送り、岡山の荒手屋敷には20に余る茶室が設ていた。そのうち「大爐の間」と呼ばれた茶席を移築したもの。

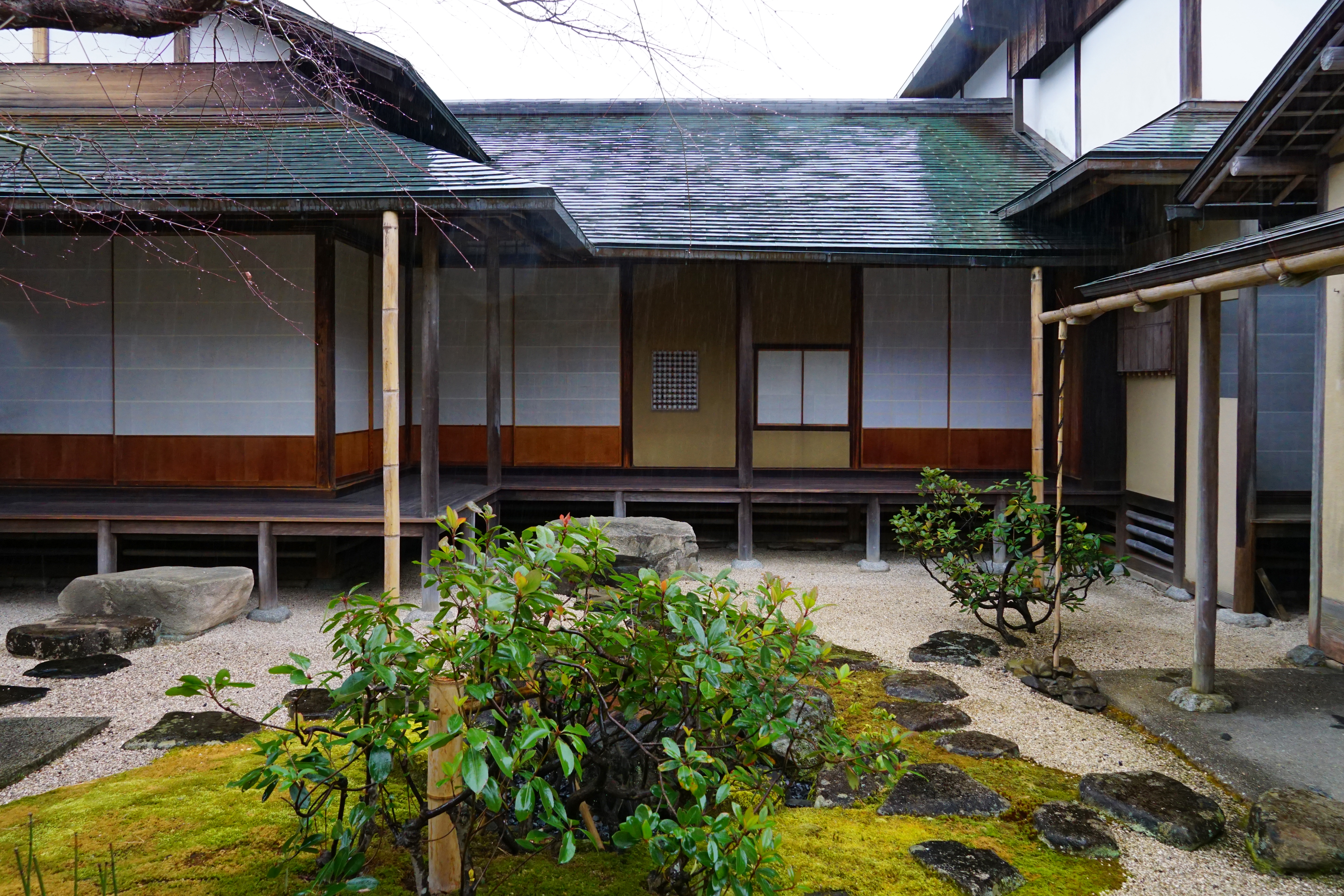
光琳屋敷

- - 「光琳屋敷」（復元） - 江戸時代、琳派を大成した尾形光琳が自ら設計し、生活した晩年の京都における屋敷を史料に基づき復元したもの。復元設計早川正夫。
  - 「片桐門」 - 豊臣家の重臣、片桐且元が薬師寺の普請奉行をつとめた際の宿舎の正門。当時且元は馬上のまま此処を通行したといわれている。

## 指定文化財

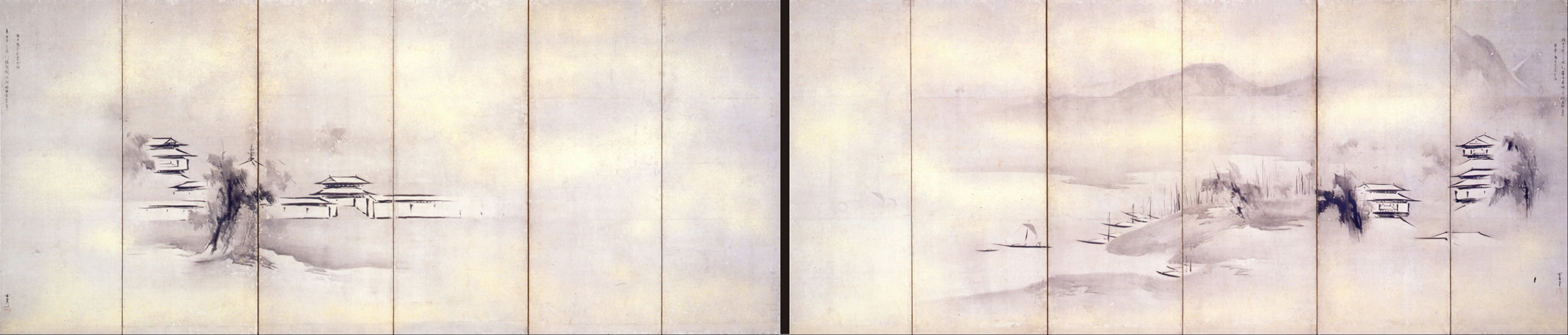
海北友松 楼閣山水図（重要文化財）

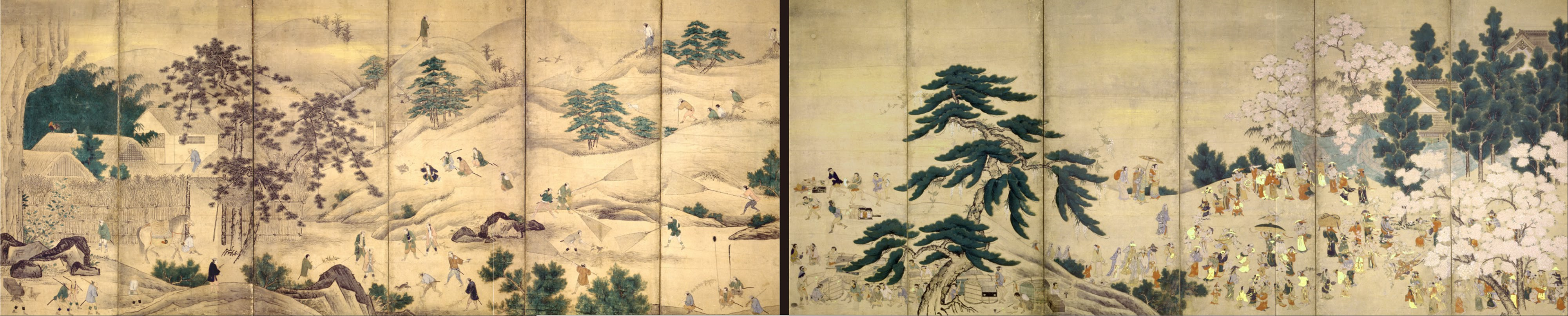
伝雲谷等顔 花見鷹狩図（重要文化財）

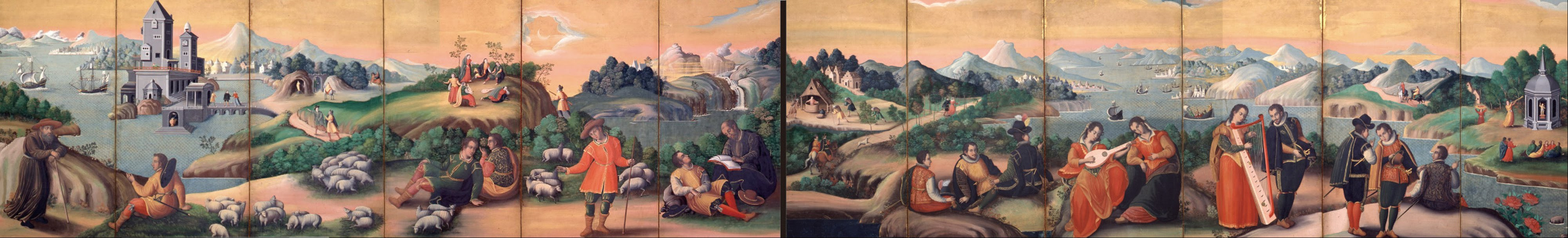
洋人奏楽図（重要文化財）

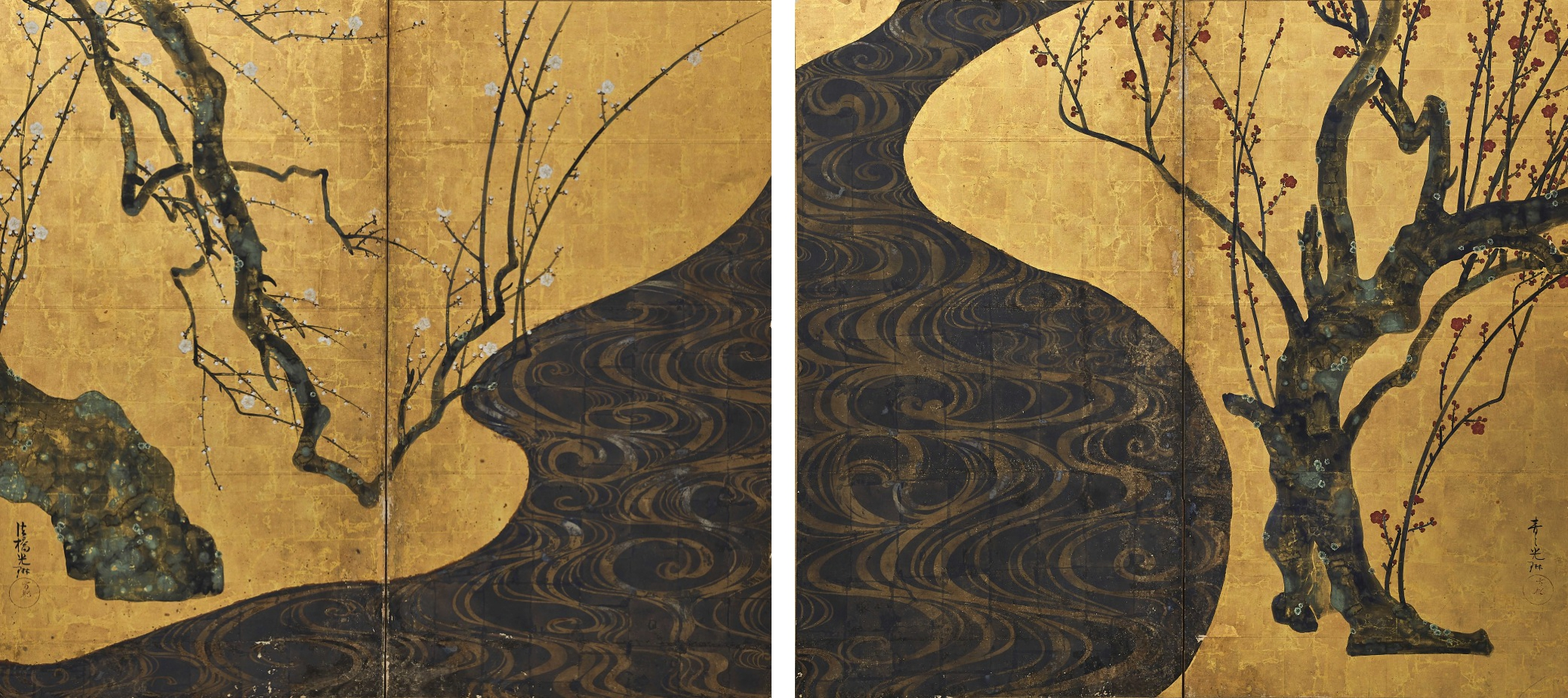
尾形光琳 紅白梅図屏風（国宝）

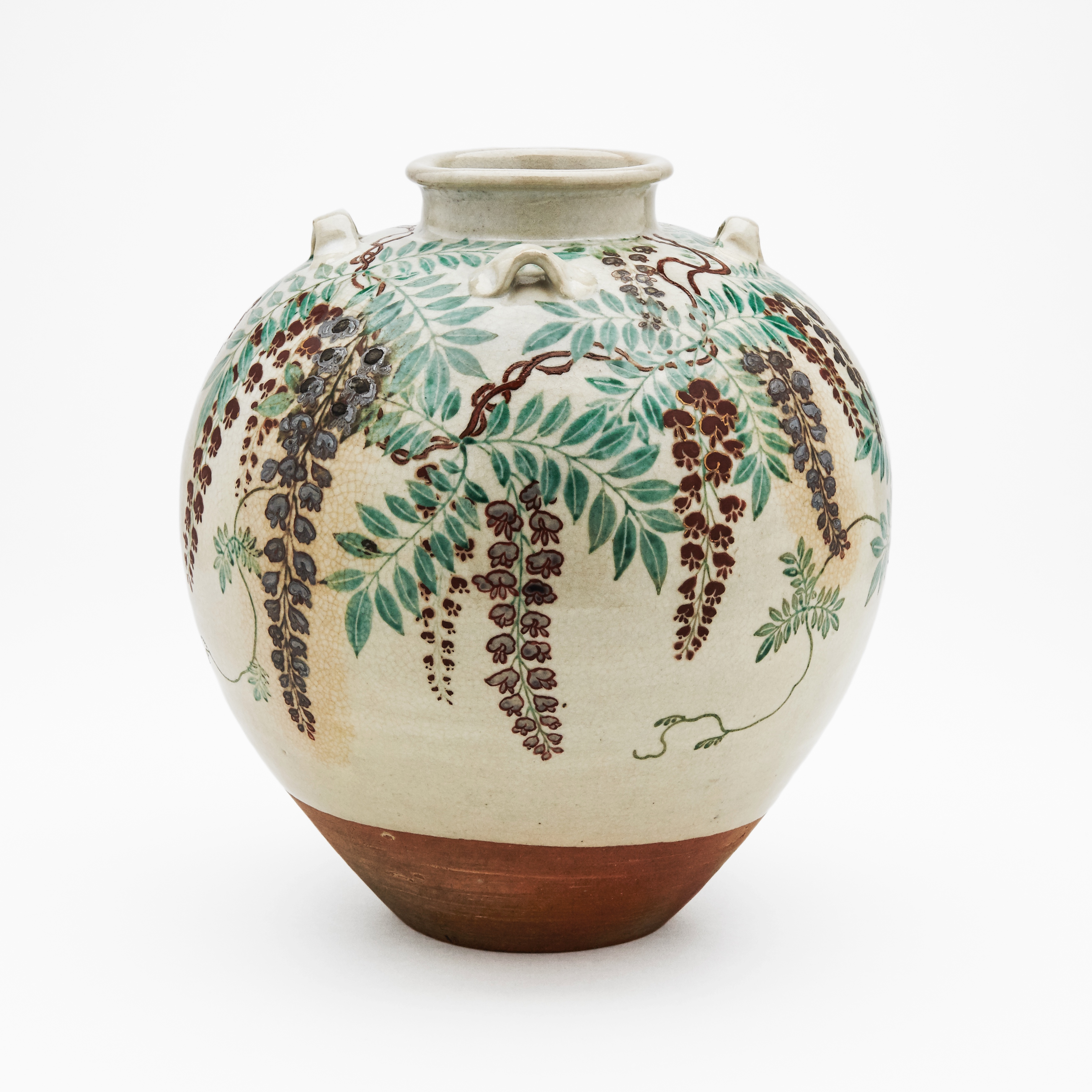
野々村仁清 色絵藤花文茶壺（国宝）

作品名称は国宝・重要文化財指定名称に基づく。〔 〕内は美術館側で使用している名称。

### 国宝
- 紅白梅図 紙本金地著色 尾形光琳 二曲屏風一双
- 手鑑「翰墨城」 1帖 311葉
- 色絵藤花文茶壺 野々村仁清 1口

### 重要文化財
日本絵画
- 吉祥天曼荼羅図 絹本著色 1幅（東寺旧蔵）
- 童子経曼荼羅図 絹本著色 1幅（東寺旧蔵）
- 八字文殊菩薩及八大童子像 絹本著色 1幅
- 不動明王二童子像 絹本著色 1幅
- 愛染明王像 絹本著色 1幅（京都・愛染院旧蔵） 一説に文観房弘真監修もしくは画[注釈 2]
- 釈迦八相図 絹本著色 4幅
- 九曜星図像 紙本墨画 1巻（東寺旧蔵）
- 星曼荼羅図残欠 紙本白描 1冊（東寺旧蔵）天永四年（1113年）有覚の奥書がある
- 諸尊図像 紙本墨画 心覚 2巻（東寺旧蔵）
- 伝法正宗定祖図 紙本墨画 定圓 1巻（東寺旧蔵）仁平四年（1154年）書写の奥書あり
- 仁王経法図像 紙本著色 1巻（東寺旧蔵）寿永二年（1183年）覚禅書写の奥書あり
- 太元明王図像〔太元帥明王図像〕 紙本墨画 1巻（東寺旧蔵）
- 曼荼羅集 紙本白描 3冊（東寺旧蔵）天福元年（1233年）定真の奥書がある
- 絵因果経断簡 巻第四上84行〔過去現在絵因果経断簡〕 紙本著色 1巻
- 佐竹本三十六歌仙切 平兼盛像 紙本著色 1幅
- 源重之像（上畳本三十六歌仙切） 紙本著色 1幅
- 布袋図 紙本墨画 黙庵霊淵筆 了庵清欲賛 1幅
- 白衣観音図 紙本墨画淡彩 吉山明兆 1幅
- 四季山水図 紙本淡彩 海北友松 八曲屏風一双
- 山水図〔楼閣山水図〕 紙本墨画 海北友松 六曲屏風一双
- 花見鷹狩図 紙本著色 伝 雲谷等顔 六曲屏風一双
- 洋人奏楽図 紙本著色 六曲屏風一双
- 人麿貫之図〔柿本人麿・紀貫之図〕 紙本墨画 岩佐又兵衛勝以 2幅
- 岩佐勝以像〔自画像〕 岩佐又兵衛勝以 紙本著色1幅（附 紙本墨書岩佐勝以書状1幅、紙本墨書岩佐家系図1巻）
- 山中常盤絵〔山中常盤物語絵巻〕 紙本著色 伝 岩佐又兵衛 12巻
- 浄瑠璃絵〔浄瑠璃物語絵巻〕 紙本著色 伝 岩佐又兵衛 12巻
- 湯女図 紙本著色 1幅
- 雪月花図 絹本著色 勝川春章 3幅
- 風俗十二月図〔婦女風俗十二カ月図〕 絹本著色 勝川春章 10幅（附 詩歌聯幅10幅）
- 二美人図 絹本著色 葛飾北斎 1幅[9]

中国・朝鮮絵画
- 樹下美人図 紙本著色 1面 伝トルファン（アスターナ）出土
- 高士観月図 絹本淡彩 伝 馬遠 1幅
- 山水図 絹本墨画 伝 馬遠 1幅
- 寒江独釣図 絹本著色 伝 馬麟 1幅
- 阿弥陀三尊像 絹本著色 1幅 高麗

彫刻
- 木造十一面観音立像（法隆寺北室院伝来）[10]
- 木造聖観音菩薩立像 1躯
- 木造阿弥陀如来及両脇侍坐像 3躯（奈良市・安養寺旧蔵）
- 木造阿弥陀如来立像 1躯[11]
- 木造多聞天眷属立像〔木造北方天眷属立像〕 康円 1躯
- 銅造観音菩薩立像 1躯 隋時代

書跡典籍・古文書
- 継色紙（わたつみの） 伝 小野道風 1幅
- 仮名消息 藤原俊成 1幅
- 金光明最勝王経註釈断簡 巻第二、第六（飯室切） 1巻
- 法華経授記品巻第六（装飾経）〔妙法蓮華経 授記品〕 1巻
- 仏鑑禅師墨蹟〔無準師範墨跡〕「帰雲」二大字 1幅
- 兀庵普寧墨跡 尺牘 1幅
- 楚石梵琦墨跡 送別偈 1幅
- 古林清茂墨跡 送別偈 1幅
- 方広寺大仏鐘銘 清韓文英 1幅

陶磁
- 黒釉金彩瑞花文碗 定窯 1口
- 色絵金銀菱文茶碗〔色絵金銀菱文重茶碗〕 野々村仁清 2口
- 伊万里染付花卉文徳利〔染付草花文瓶〕 1口
- 鍋島色絵桃文大皿〔色絵桃花文皿〕 1枚
- 色絵十二ヶ月和歌花鳥図角皿 12枚　尾形乾山[12][13]

漆工芸
- 雑伎彩絵唐櫃（蓋欠） 1合（東寺旧蔵）
- 彩絵曲物笥〔鳥牡丹彩絵曲物笥〕 1合（東寺旧蔵）
- 黒漆螺鈿礼盤〔蓮唐草螺鈿礼盤〕 1基（東寺旧蔵）
- 散蓮華蒔絵経箱 1合
- 山水蒔絵手箱〔山水人物蒔絵手箱〕 1合
- 十字卍字唐草螺鈿箱〔花唐草七曜卍花クルス文螺鈿箱〕 1合
- 樵夫蒔絵硯箱 伝 本阿弥光悦 1合

染織
- 刺繍種子阿弥陀三尊図 1幅

金工
- 白銅水瓶〔仙盞形水瓶〕 1口（東寺旧蔵）
- 鍍金錫杖（木瓜形四鐶付）〔錫杖頭〕 1枝

考古資料
- 三角縁神獣鏡 3面〔獣文帯四神二獣鏡、三角縁獣文帯三神三獣鏡、三角縁獣文帯四神四獣鏡〕 伝三重県桑名市出土

典拠：2000年（平成12年）までの指定物件については、『国宝・重要文化財大全 別巻』（所有者別総合目録・名称総索引・統計資料）（毎日新聞社、2000）による。

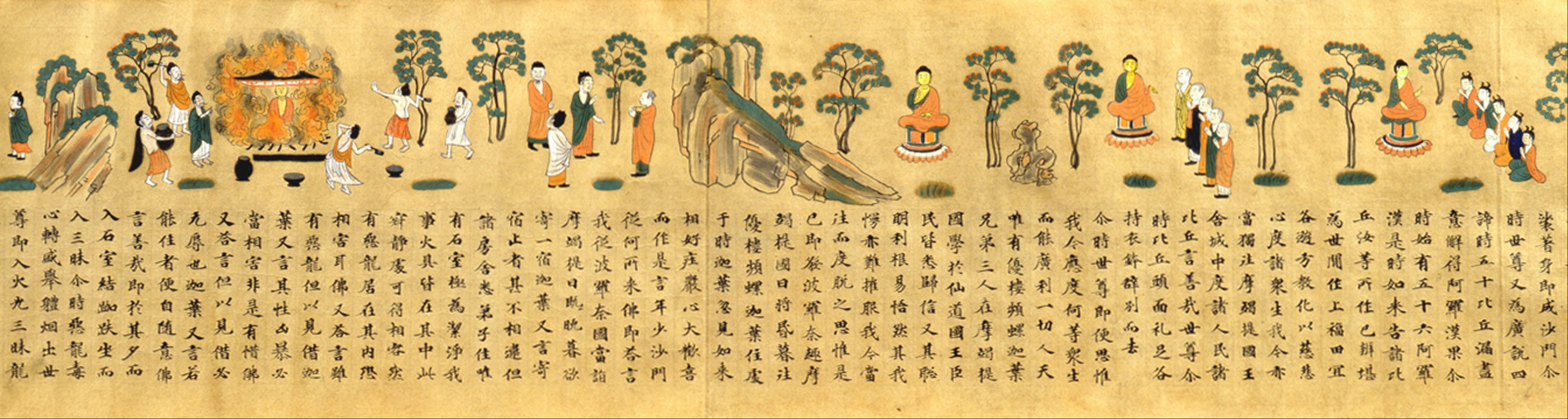
絵因果経断簡（重要文化財）
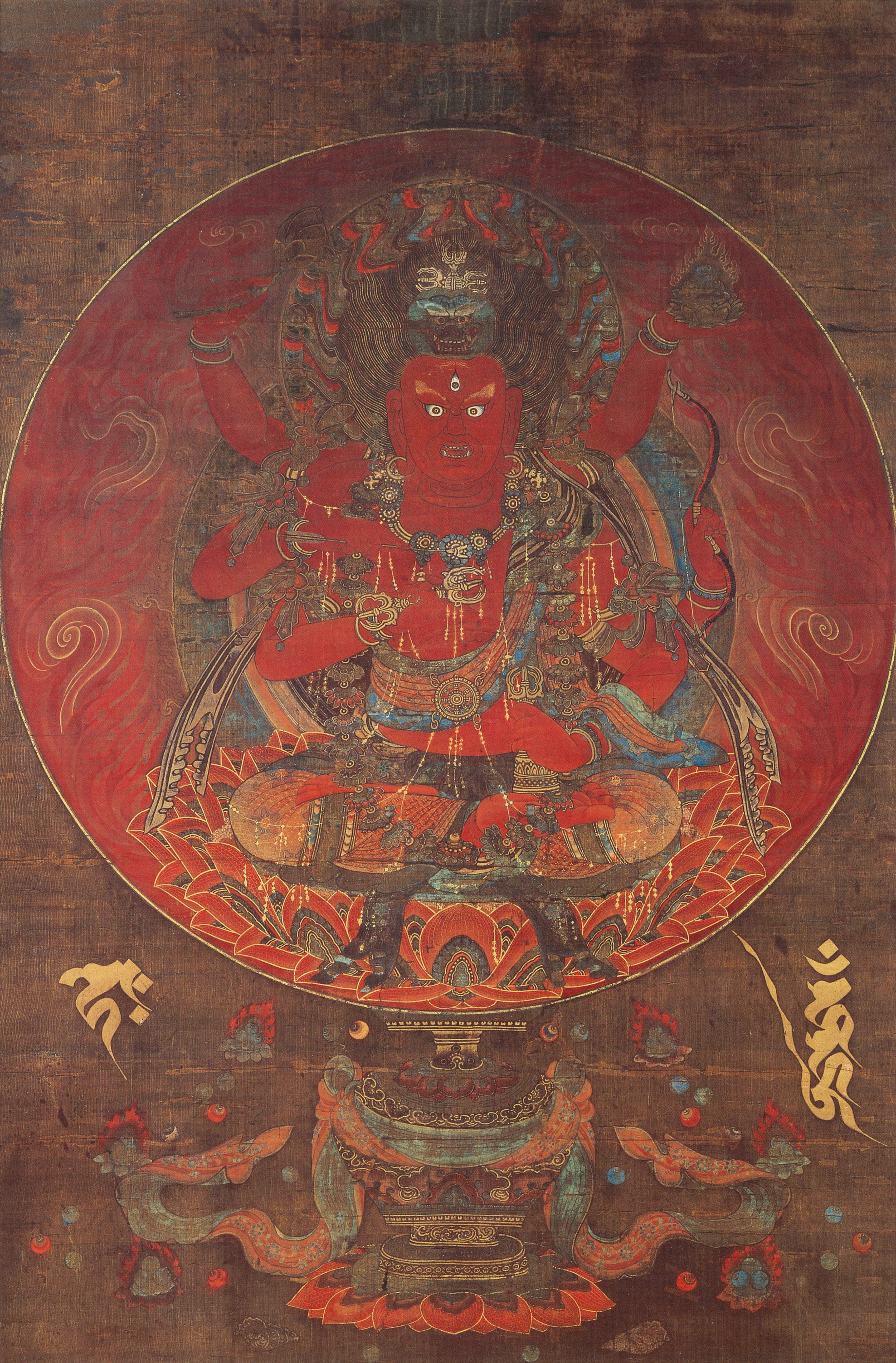
愛染明王像（重要文化財）
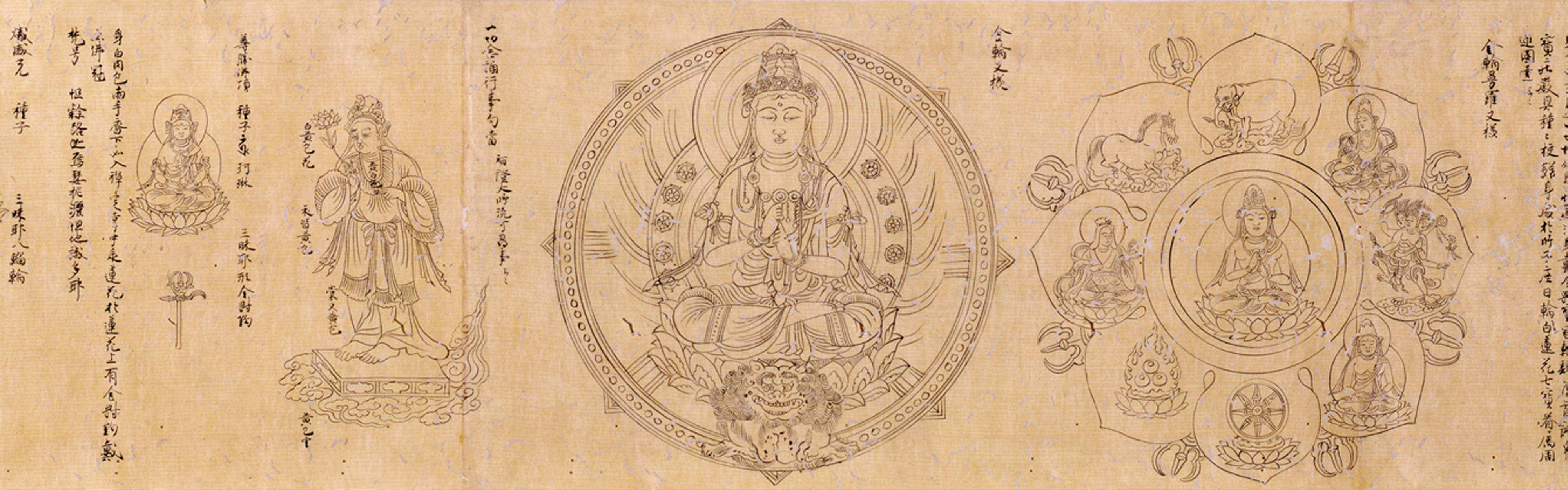
諸尊図像（重要文化財）
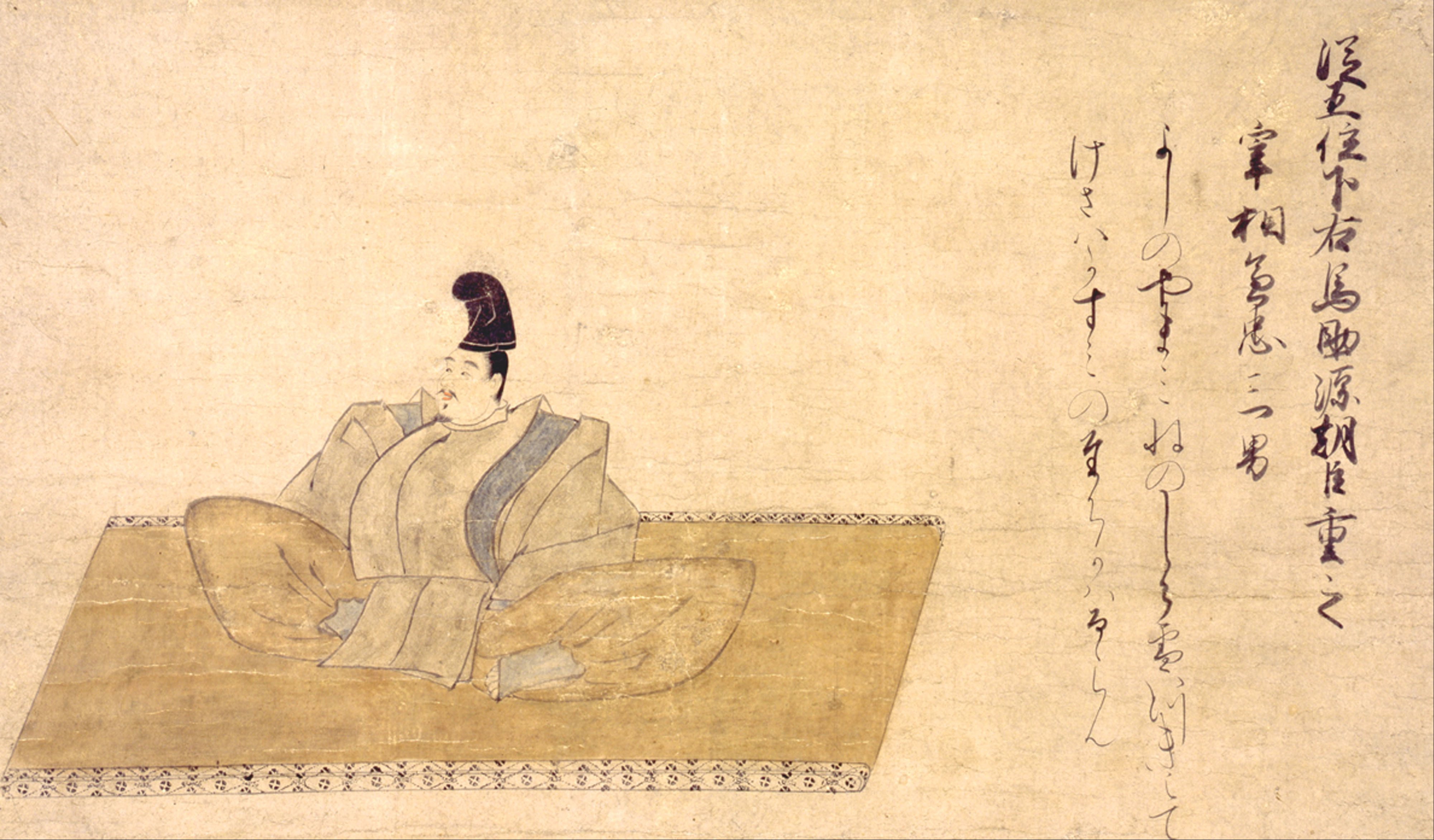
源重之像（上畳本三十六歌仙絵巻断簡）（重要文化財）
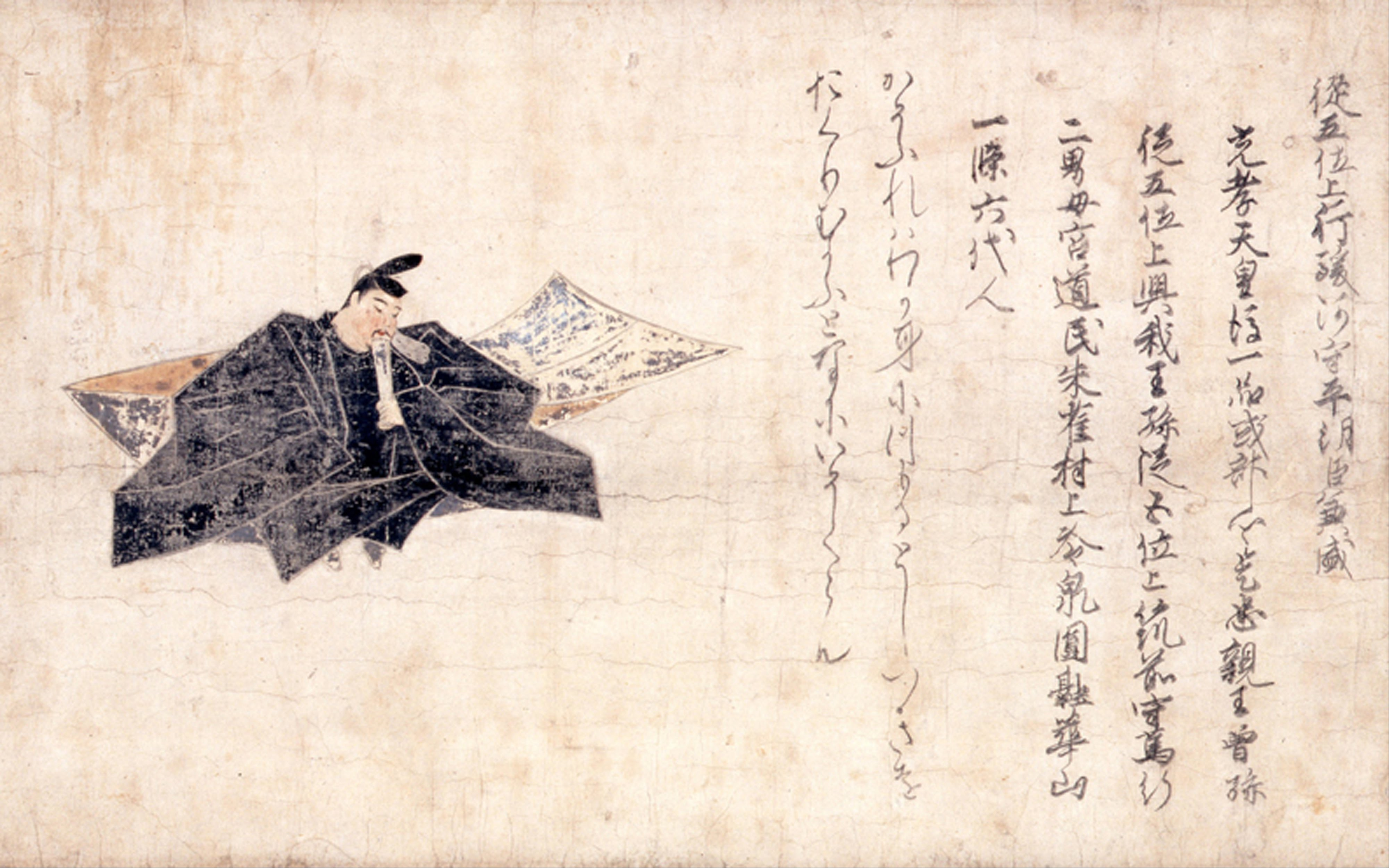
平兼盛像（佐竹本三十六歌仙絵巻断簡）（重要文化財）
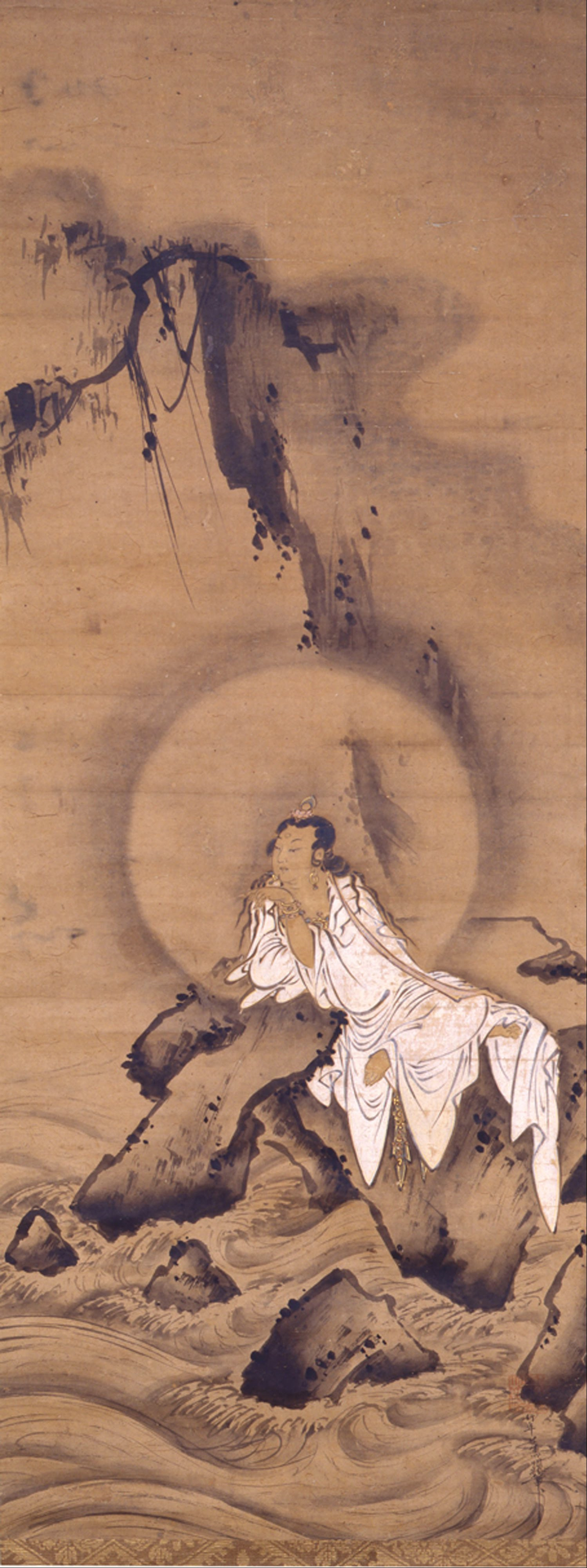
明兆 白衣観音図（重要文化財）
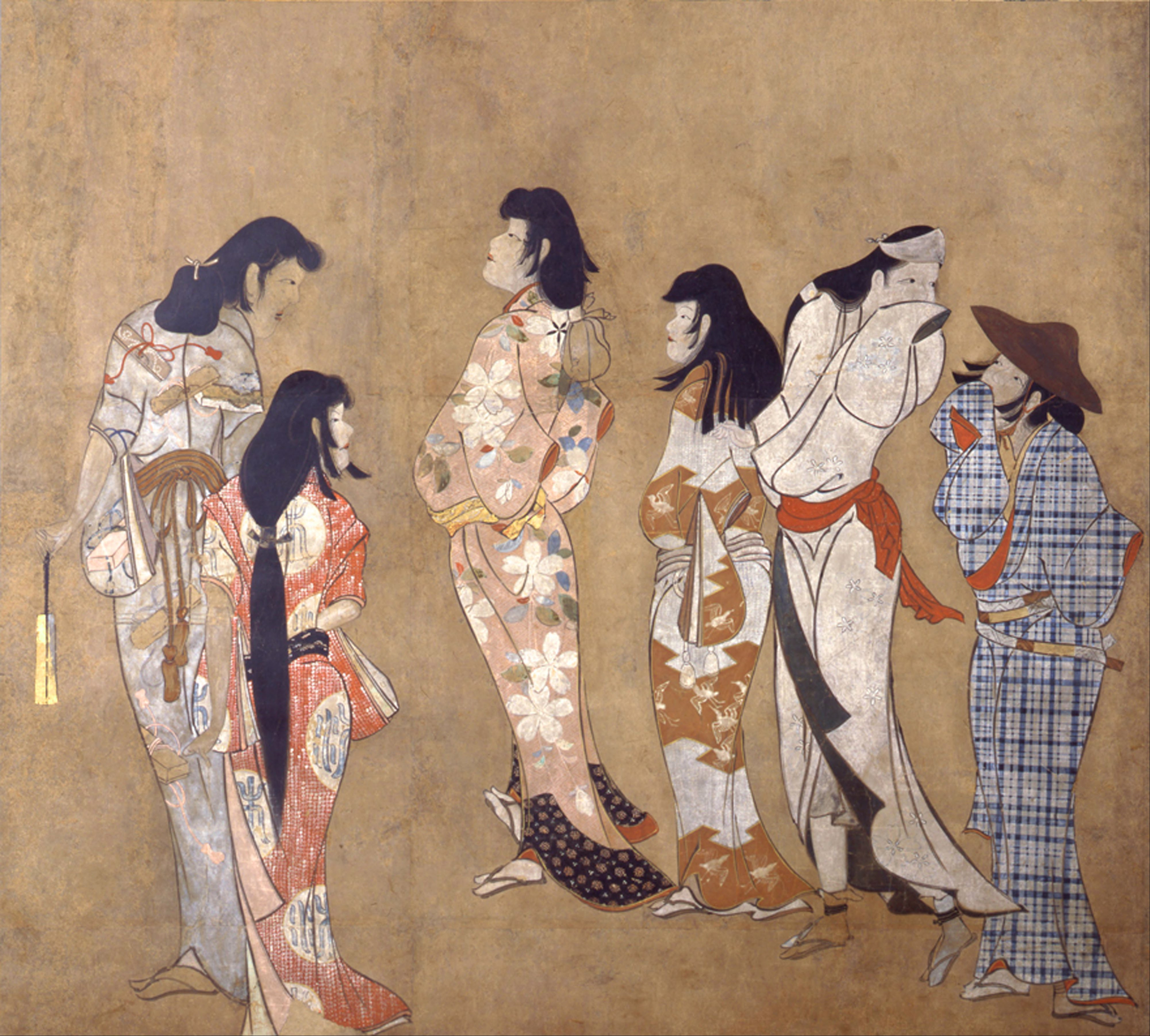
湯女図（重要文化財）
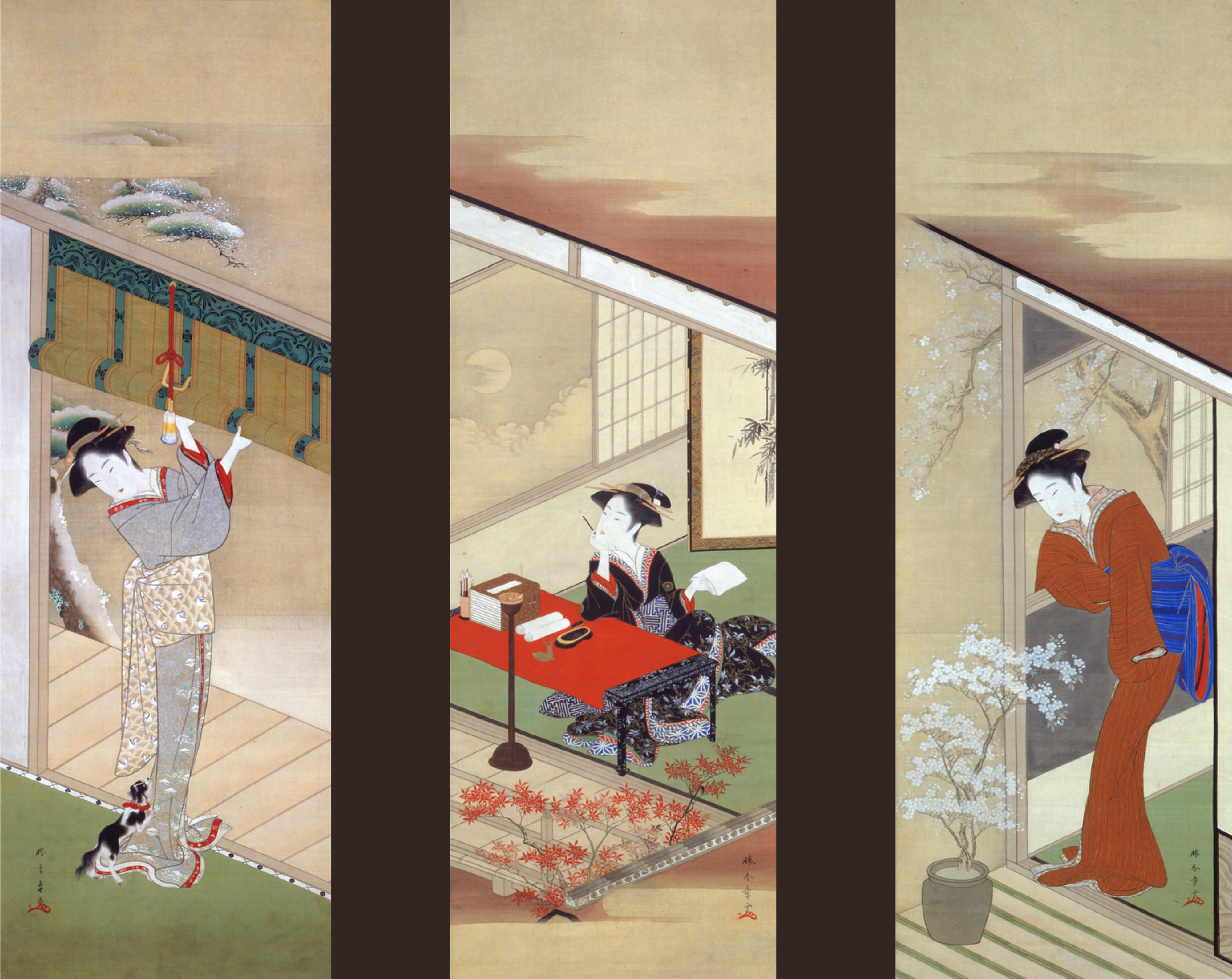
勝川春章 雪月花図（重要文化財）
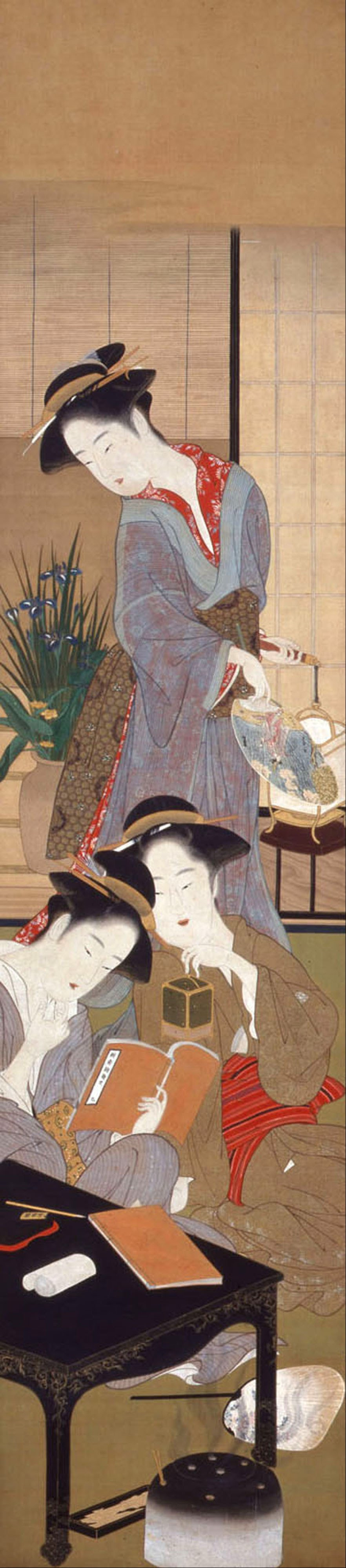
勝川春章 婦女風俗十二ヶ月図のうち五月（蛍火）（重要文化財）
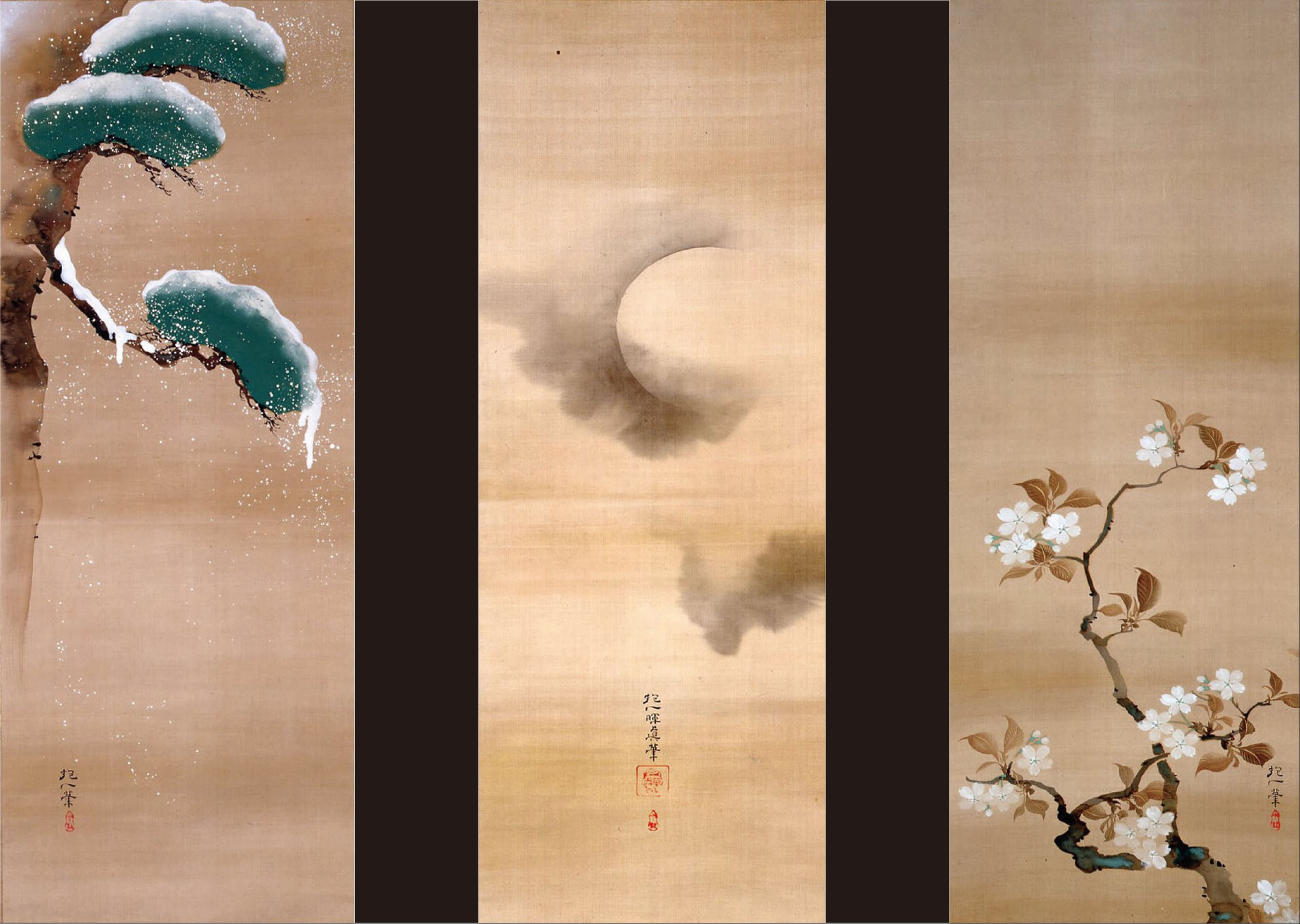
酒井抱一 雪月花図
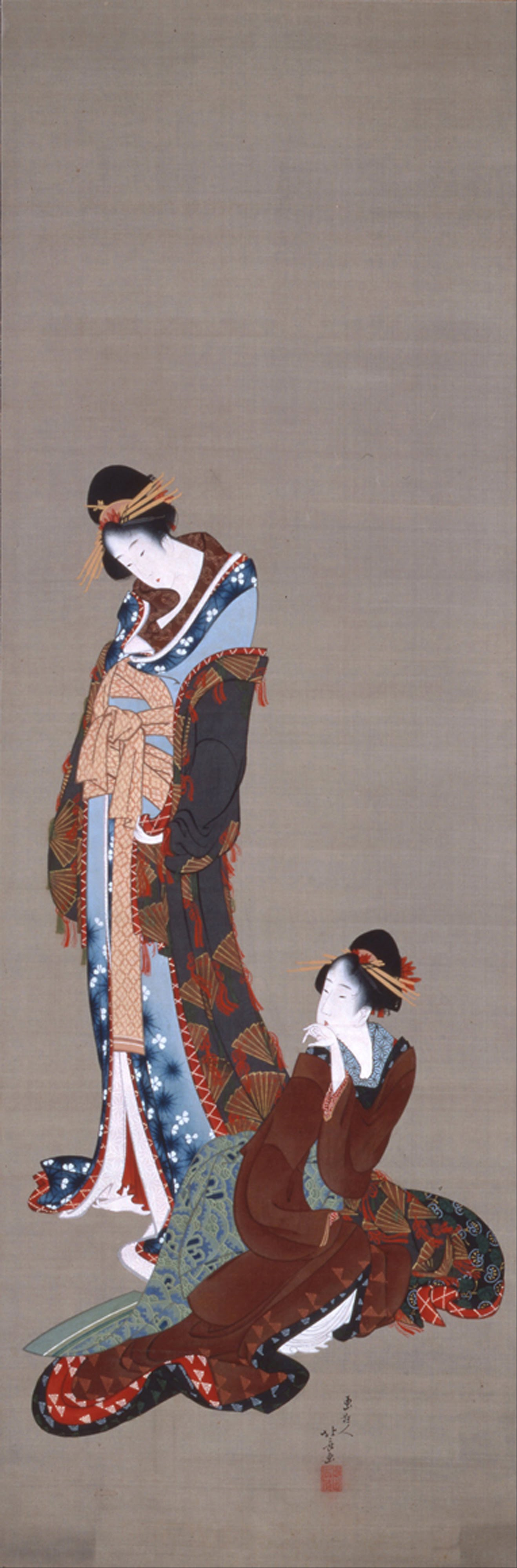
葛飾北斎 二美人図（重要文化財）
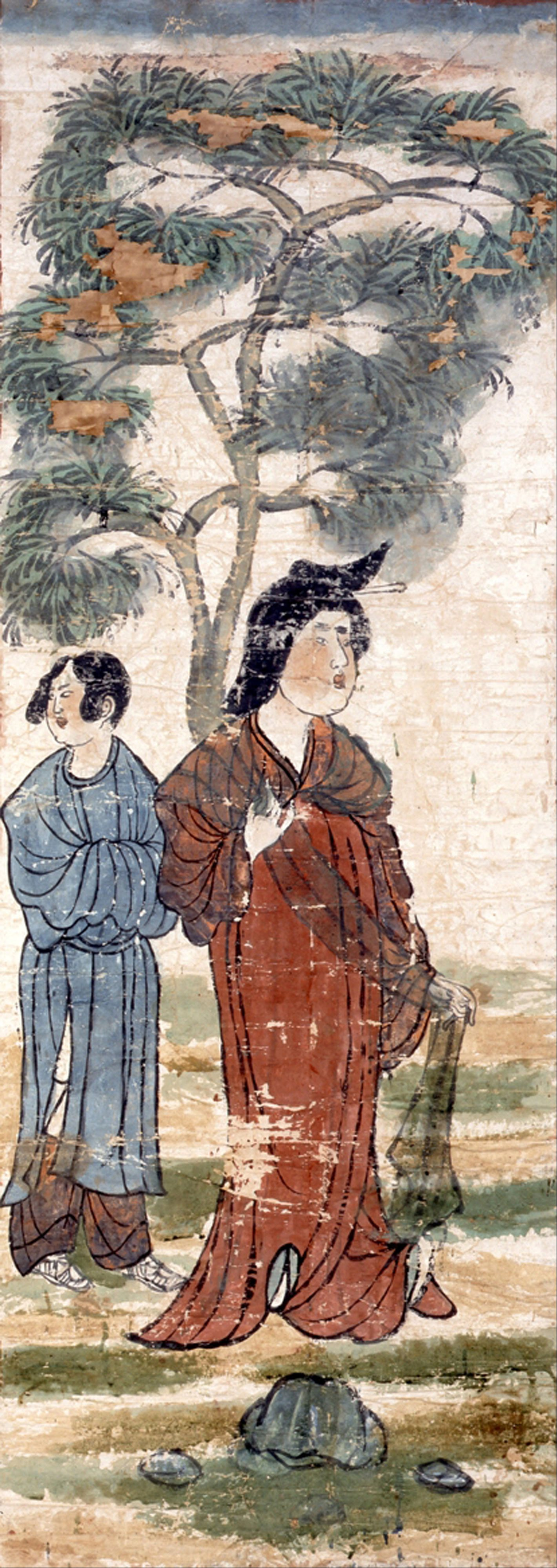
樹下美人図 伝トルファン出土 唐時代（重要文化財）
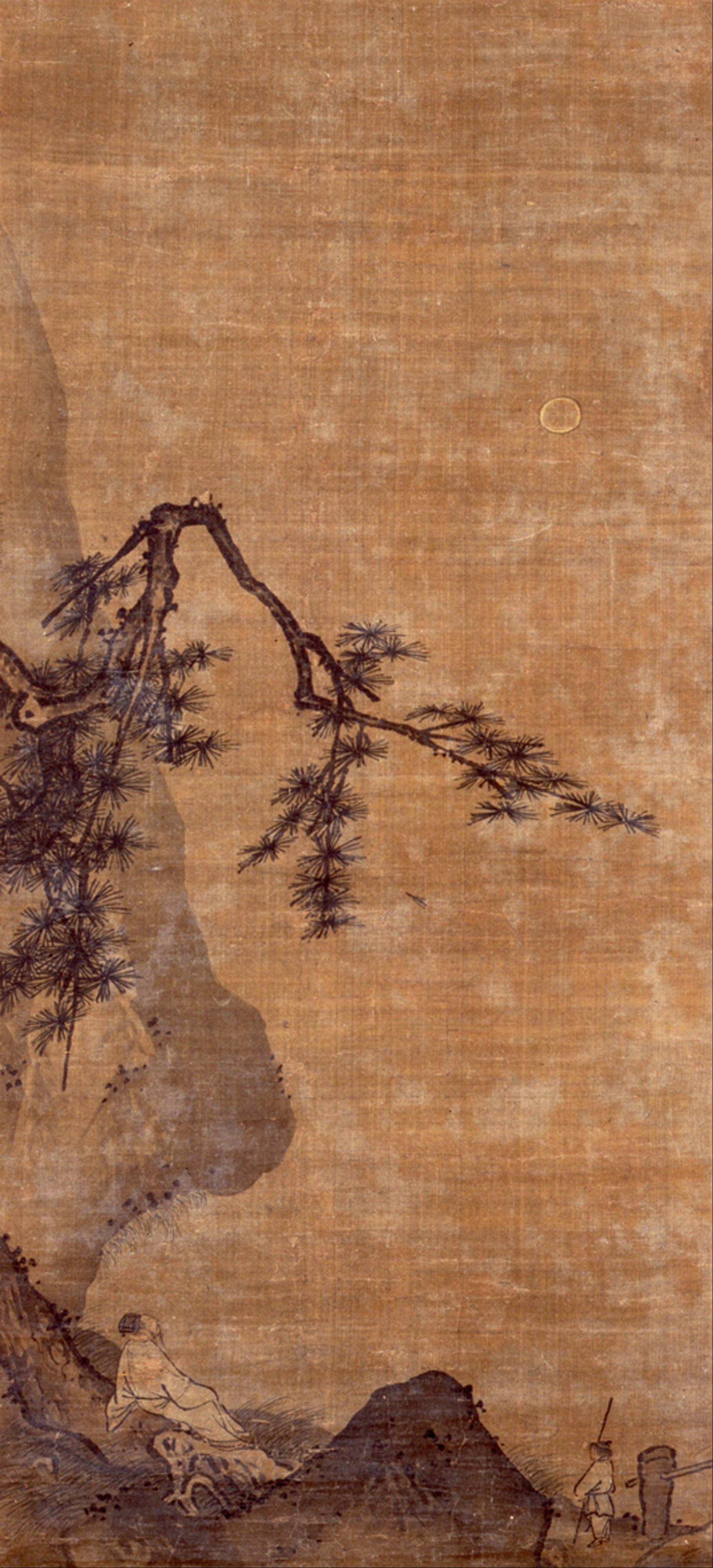
伝馬遠 高士観月図（重要文化財）
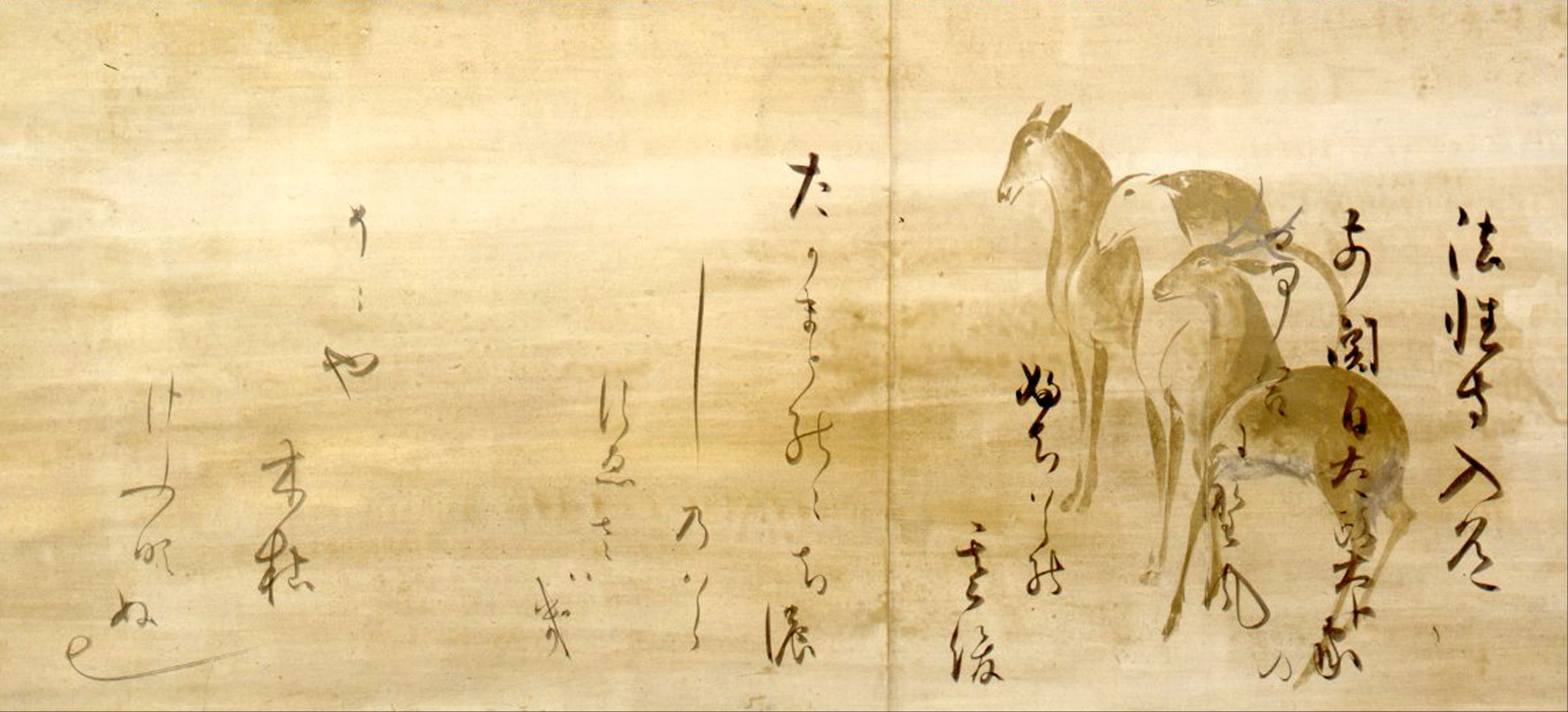
鹿下絵古今集和歌巻断簡 下絵：俵屋宗達、書：本阿弥光悦
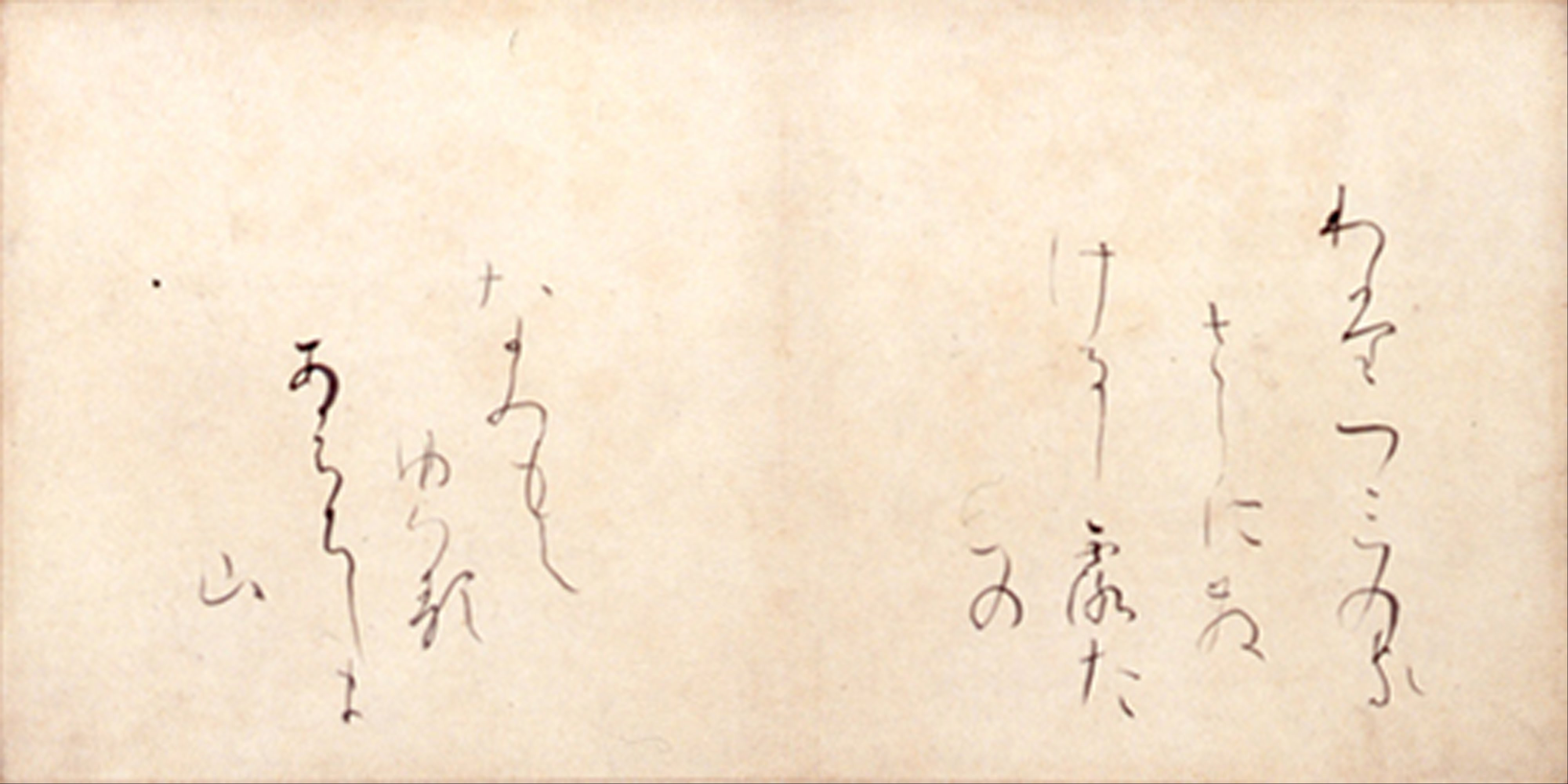
継色紙（わたつみの）（重要文化財）
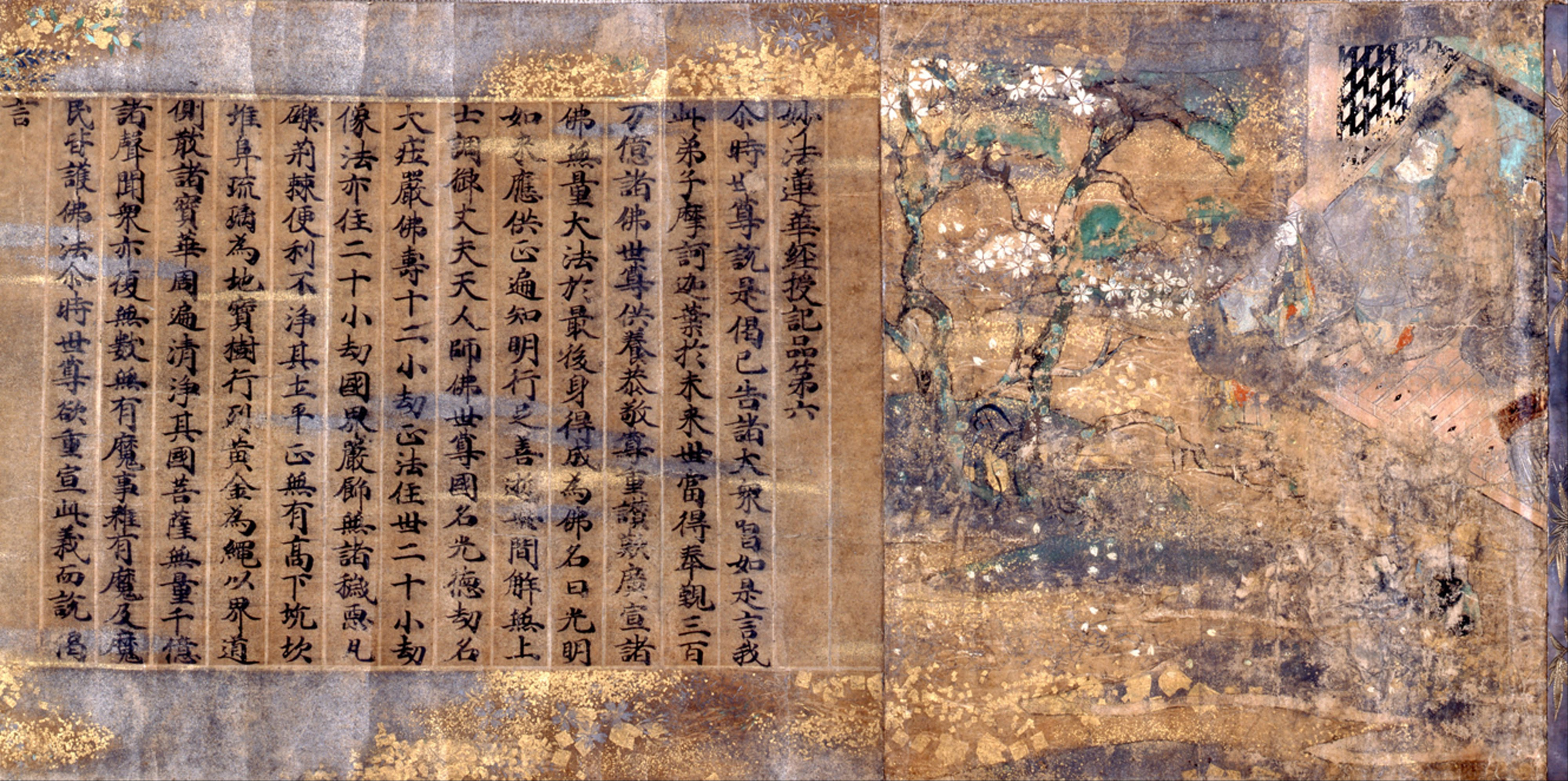
法華経授記品（重要文化財）
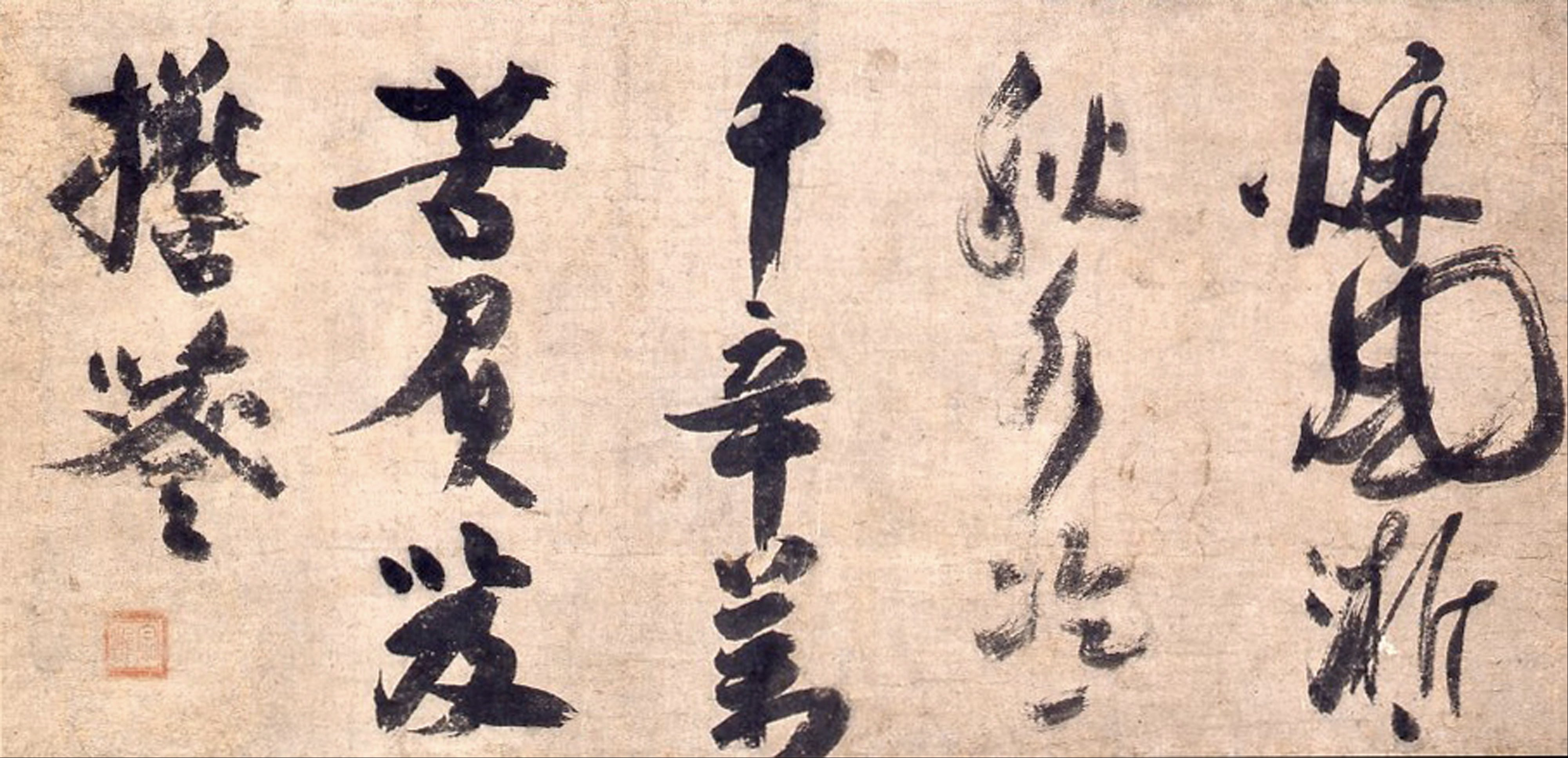
宗峰妙超墨蹟 秋風偈
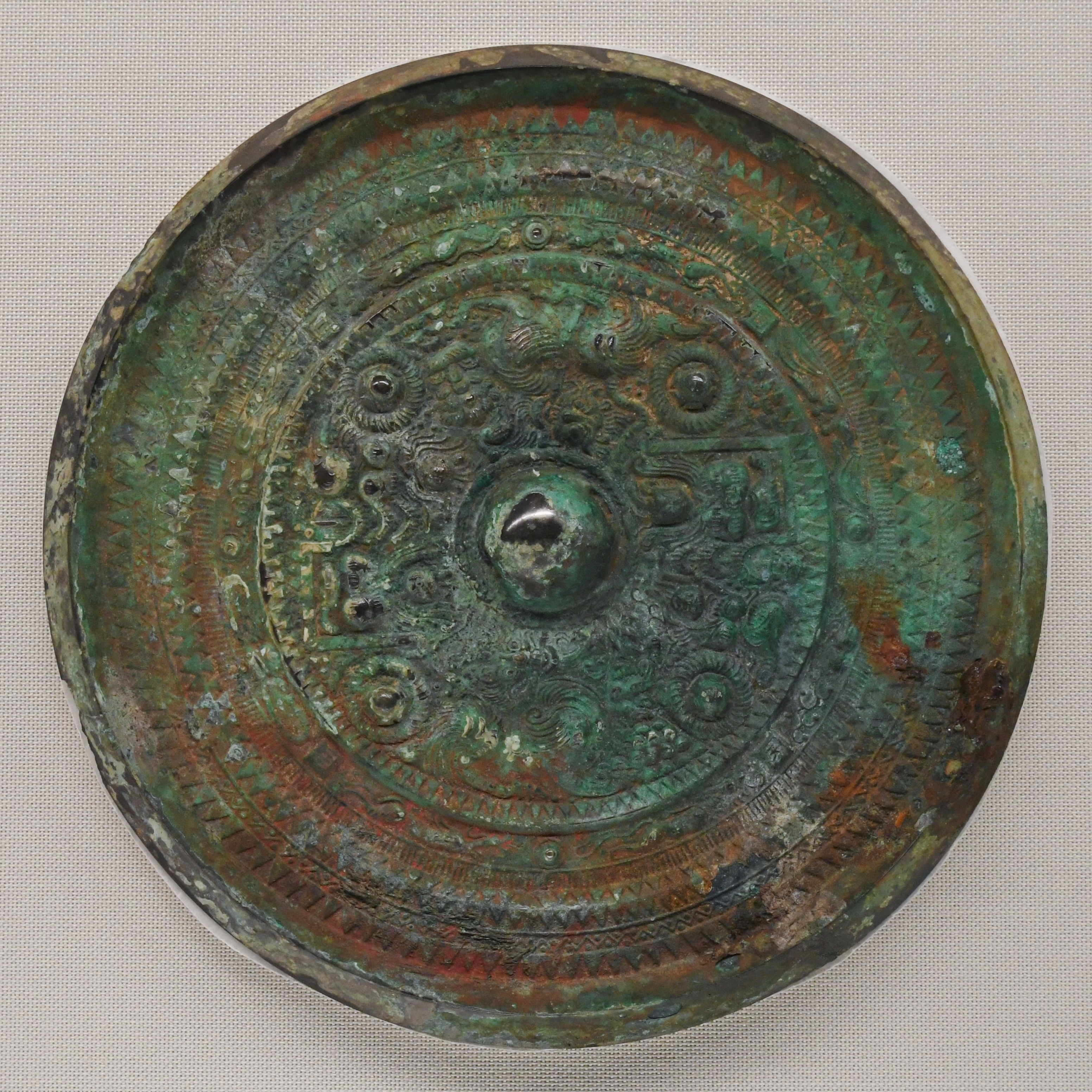
三角縁獣文帯四神二獣鏡（重要文化財）
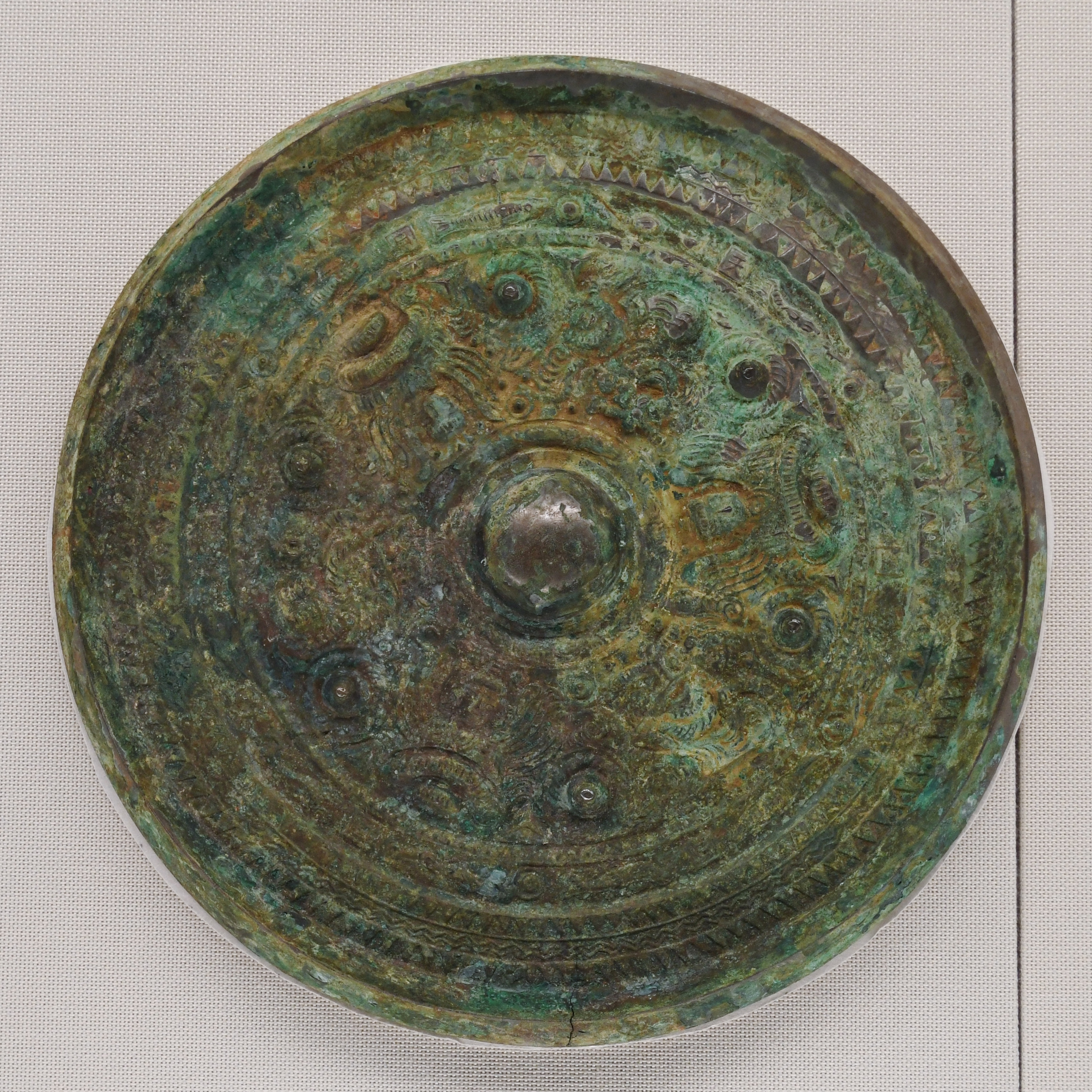
三角縁獣文帯三神三獣鏡（重要文化財）
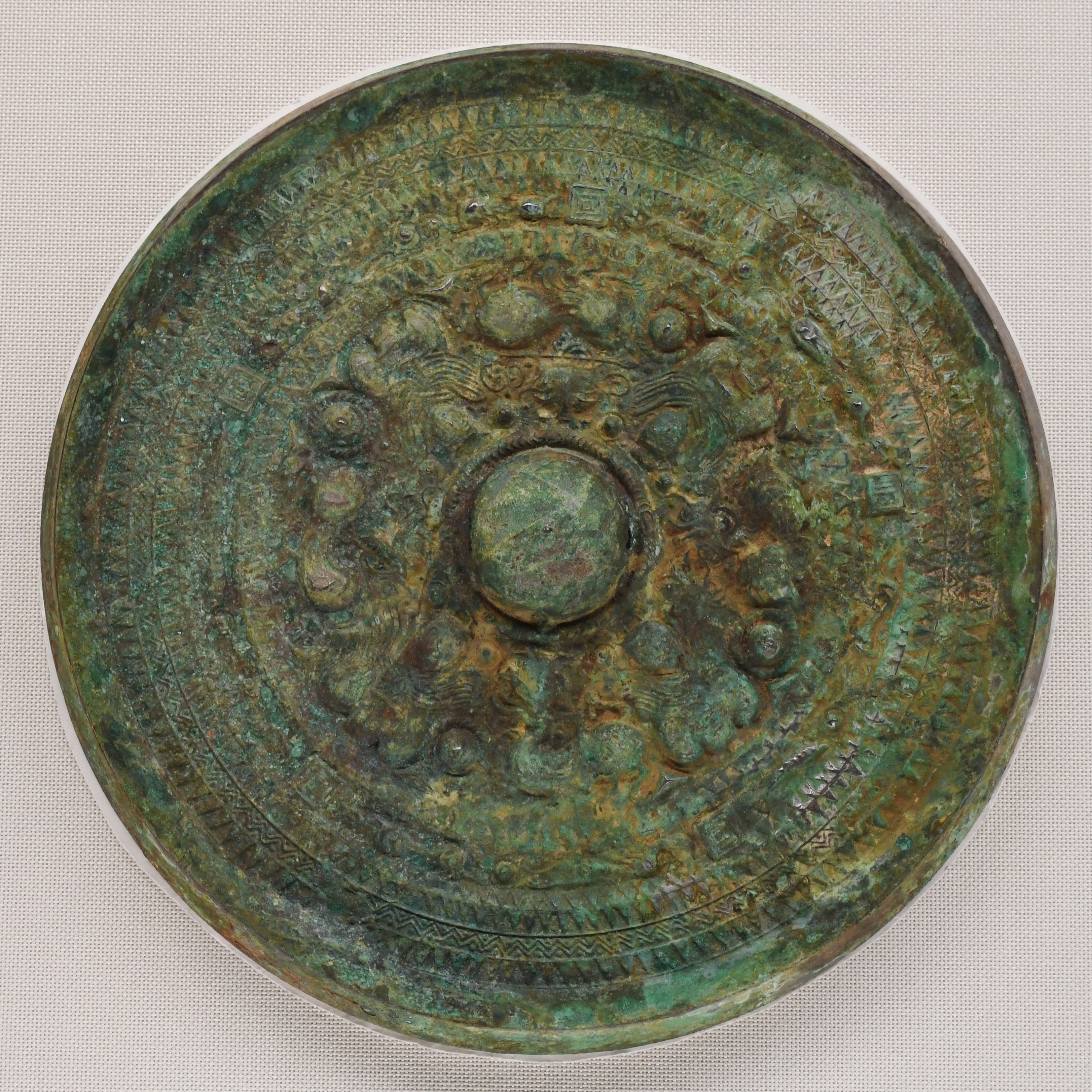
三角縁獣文帯四神四獣鏡（重要文化財）